# Antoine Kitabgi Khan
Antoine Kitabgi Khan, né le 2 octobre 1843 à Constantinople et mort le 20 décembre 1902 à Livourne (Italie), est un général persan qui est directeur général des douanes en Perse de 1881 à 1893 et initie d'importantes concessions sous les règnes de Nasseredin shah et de son successeur Mozaffareddin shah. Il est en particulier l'initiateur de la concession de pétrole attribuée en 1901 à William Knox D'Arcy qui donne naissance à la British Petroleum.

## Constantinople
Antoine Kitabgi naît en 1843 à Constantinople dans une famille arménienne catholique modeste d'origine géorgienne,. Il est le deuxième enfant et premier fils d'une fratrie de six. Son père, Vincent Kitabgi, est fournisseur auprès du sultan de pipes à eau ornées de pierres précieuses. Vers l'âge de 14 ans, Kitabgi est envoyé à Livourne (Italie) pour compléter ses études. Il y apprend l'italien et le français qu'il parle couramment en plus du turc et de l'arménien. Son père étant malade et ne pouvant plus travailler, il rentre à Constantinople en 1861 et se fait embaucher à l'âge de 18 ans à l'agence des Messageries maritimes. En 1866, il est employé puis associé dans le commerce d'étoffes et de draperies de l'Arménien Ruben Hocozian et, trois ans plus tard, fonde son propre commerce d'étoffes, draperies et tapis. En 1870, il épouse Philomène Altounian, une Arménienne catholique dont les parents sont originaires du quartier de la Nouvelle-Djoulfa à Ispahan en Perse. Trois garçons, Vincent, Paul et Édouard, naissent à Constantinople de cette union. Le commerce de Kitabgi prospère rapidement. Il devient fournisseur attitré du tailleur du sultan et entreprend de diversifier ses affaires. Il se lance dans la vente d'armes, obtenant la représentation de grandes firmes européennes et la position de fournisseur d'armes auprès du ministère de la Guerre. En 1874, associé à l'Arménien Serkissian, il crée une entreprise de scierie mécanique en Bulgarie, alors province ottomane.
Mais en 1876, des troubles graves agitent l'Empire ottoman. Depuis quelques années, les provinces européennes des Balkans sont en rébellion contre l'Empire. Après l'Herzégovine, c'est au tour de la Bulgarie de se révolter en avril 1876. En conséquence de ces troubles et de la banqueroute de l'Empire ottoman face à ses créanciers, le sultan Abdülaziz abdique le 30 mai 1876. Son successeur et neveu, Mourad V, est interné pour folie trois mois plus tard. Il est remplacé par son frère Abdülhamid II qui, par la répression sanglante exercée contre l'insurrection bulgare d'avril 1876, entraîne la Russie à déclarer la guerre à la Turquie le 24 avril 1877 (guerre russo-turque de 1877-1878).
Du fait de ces événements, le commerce de Kitabgi est menacé de faillite : l'entreprise de scierie mécanique est incendiée et pillée par les rebelles bulgares en 1876 ; les changements brutaux de sultans et de gouvernements lui font perdre sa position de client du tailleur du sultan et de fournisseur d'armes auprès du ministère de la Guerre. La guerre ralentit le commerce. Il se voit contraint en octobre 1877 de partir en Europe pour négocier ses dettes auprès de ses fournisseurs et créanciers allemands, belges et français.

## Paris et la concession de chemin de fer en Perse
À Paris, il fait la connaissance en 1878 de dignitaires persans occupés à préparer la venue du shah Nassereddin en France à l'occasion de l'exposition universelle de 1878. Il s'agit de Nazare Aga, ministre plénipotentiaire de Perse à Paris, du général Neriman Khan, aide de camp du shah, et de Mirza Hosein Khan Moshir od-Dowleh, Premier ministre du shah. Ces dignitaires le convainquent de demander une concession de chemin de fer au shah pour construire une ligne de Racht à Téhéran. Associé au banquier Antoine Alléon, ancien administrateur de la Banque impériale ottomane à Constantinople et récemment retiré en Normandie à Caen, Kitabgi obtient du shah la concession de chemin de fer en décembre 1878,,. Il entreprend alors avec Alléon de former un syndicat de banquiers et financiers français composé entre autres de Pierre-Armand Donon, président de la Société des dépôts et comptes courants, et de Paul Eugène Bontoux, président de l'Union générale. En juillet 1879, Kitabgi rejoint à Vienne le général Neriman Khan, nommé l'année précédente ministre plénipotentiaire de Perse en Autriche. Aidé par le général, Kitabgi prépare son départ pour la Perse et en août 1879 il quitte l'Europe avec sa famille et l'ingénieur autrichien Scherzer et ses deux aides,. Il arrive à Téhéran deux mois plus tard. Les ingénieurs commencent le relevé de la ligne de chemin de fer mais le projet soulève l'opposition des Russes et des Britanniques et, sous la pression des deux puissances, le shah annule la concession en mars 1880.

## Téhéran et la direction générale des douanes persanes
Kitabgi décide de rester à Téhéran et, après de difficiles négociations concernant son salaire, il accepte en 1881 le poste de directeur général des douanes persanes. Son chef est alors Agha Mohammed Ibrahim qui porte le titre d'Amin al-Soltan et qui, bien que n'étant pas officiellement ministre, joue un rôle important à la cour du shah et contrôle entre autres les finances de l'État. À la mort d'Agha Ibrahim en juillet 1883, c'est son fils Mirza Ali Asghar Khan, Emin ul-Mulk, qui prend le titre de son père, Amin al-Soltan, et les fonctions de ce dernier, devenant ainsi le nouveau chef de Kitabgi,.
Le poste de directeur général des douanes revêt une importance particulière, les taxes sur les importations et les exportations étant une source majeure de revenus pour l’État persan. En 1881, l'année où Kitabgi prend ses fonctions, les revenus nets des douanes pour le trésor sont de 550.000 tomans (environ 5.500.000 Fr de l'époque). En 1882 ces revenus sont portés à 730.000 tomans, puis 780.000 tomans en 1883 et 825.000 tomans en 1884. L'évolution est plus lente ensuite. Quand Kitabgi quitte ses fonctions de directeur général des douanes en 1893, les revenus nets sont de 911.650 tomans,.
Ces bons résultats valent à Kitabgi d'être décoré de l'ordre du Lion et du Soleil et d'obtenir en 1887 l'affermage de la douane de la province de Téhéran. C'est aussi cette année là que, bien qu'il n'exerce aucune fonction militaire, il reçoit du shah le grade de général à titre honorifique et le titre de Khan en remerciement de ses services. C'est Amin al-Soltan qui, en présence de Kitabgi, demande au shah de récompenser ce dernier en ces termes : « Majesté, voici Monsieur Kitabgi, fidèle serviteur de l'Empire, qui par ses grandes connaissances et par ses hautes qualités administratives a su organiser les douanes si bien et si sagement que non seulement les revenus en ont considérablement augmenté, mais qu'un parfait ordre règne partout… Je ne saurais assez recommander à la haute magnanimité de Votre Majesté de l'anoblir en lui octroyant le titre de Khan. »

## Concession Reuter de 1889 pour la création d'une banque d'état et l'exploitation des mines
En 1872, le baron Paul Julius Reuter, citoyen britannique, avait obtenu de Nasseredin shah une concession exceptionnelle qui lui octroyait non seulement le monopole absolu pendant soixante-dix ans de la construction de lignes de chemin de fer et de tramway mais aussi, pour vingt-cinq ans, l'exploitation exclusive de toutes les mines de métaux et de minéraux non précieux, le monopole des forêts d'état, l'exclusivité de la construction de systèmes d'irrigation, une option prioritaire sur la création d'une banque nationale et sur toutes futures entreprises liées à des travaux publics de toute sorte incluant les routes et le télégraphe.
Cette concession, qui étonna le monde la finance et ne fut pas soutenue par le gouvernement britannique, souleva de fortes protestations de la part des Russes et de la part du peuple persan qui acceptait mal cette ingérence étrangère. Ceci conduisit le shah à annuler la concession sous de faux motifs (comme il le fit plus tard pour la concession Alléon). Reuter, qui avait déboursé des sommes importantes pour obtenir la concession et commencer les travaux d'une ligne de chemin de fer de Racht à Téhéran, ne fut pas indemnisé et n'eut de cesse que d'obtenir réparation de la part du gouvernement persan.
En décembre 1888, George Reuter, le second fils du baron, arrive à Téhéran avec le secrétaire de son père, le Français Édouard Cotte, qui avait négocié avec son patron la concession de 1872. Les deux hommes demandent à nouveau une concession de banque, mines et chemin de fer. Devant les difficultés rencontrées au cours des négociations, Cotte, qui avait connu Kitabgi à Paris en 1878 (à cette époque ce dernier essayait d'associer Reuter à la concession de chemin de fer demandée avec Alléon), se tourne vers Kitabgi pour solliciter son aide. Ce dernier convainc Reuter et Cotte de limiter leur demande à la banque et aux mines, sachant qu'ajouter les chemins de fer soulèverait immanquablement l'opposition des Russes. Kitabgi réécrit l'acte de concession et persuade Amin al-Soltan d'octroyer la concession de banque et de mines en faisant valoir que la banque serait un grand bien pour le pays et que cela indemniserait justement le baron Julius Reuter des cinq millions de francs qu'il avait dépensés en pure perte en 1872, mettant par la même le gouvernement persan à l'abri de futures revendications,.
Le firman royal attribuant la concession à Reuter est signé le 30 janvier 1889. La banque prend le nom de Banque impériale et obtient le privilège d'émettre des billets de banque. Elle restera banque d'état jusqu'en 1925 et rendra de grands services à la Perse.

## Régie des tabacs de 1886 et concession Talbot de régie des tabacs de 1890

### Régie des tabacs de 1886
En juillet 1886, Kitabgi fait partie de la suite qui accompagne le shah dans son voyage au Mazandéran. Au cours de ce voyage, Amin al-Soltan lui fait part de son intention d'établir une régie des tabacs en Perse. Kitabgi rédige un projet, approuvé par Amin al-Soltan, et le présente le 30 août en audience privée à Nasseredin shah qui le félicite et lui demande de rédiger le firman. Dans ses grandes lignes, celui-ci stipule que les marchands de tabac au détail, répartis en deux catégories (villes et campagnes) et trois classes (tambacou, tabac à pipe et tabac à cigarette), devront dorénavant posséder une autorisation spéciale de l'administration, payer une patente et acquitter une taxe proportionnelle à leur chiffre d'affaires. Des contrôles auront lieu et en cas d'infraction – non paiement de la patente ou de la taxe – des amendes seront appliquées.
Le 12 novembre 1886, Kitabgi reçoit d'Amin al-Soltan une lettre lui donnant les pleins pouvoirs pour mettre en place la régie et la diriger à des conditions financières très avantageuses. Dès le mois de décembre, les mesures sont appliquées et bien acceptées à Téhéran par les débitants de tabac. Mais, fin janvier 1887, des protestations de la part de la population s'élèvent en province contre la régie et des incidents éclatent. Le shah, craignant que le mécontentement ne s'étende, décide d'annuler purement et simplement la régie, se privant d'une source de revenus annuels que Kitabgi estime à deux millions de francs.

### Concession Talbot de régie des tabacs de 1890
En avril 1889, Nasseredin shah entreprend son troisième voyage en Europe. Kitabgi obtient d'Amin al-Soltan de faire partie de la suite royale. Il figure en dix-septième position sur la liste officielle des dignitaires accompagnant le shah et, à ce titre, occupe la chambre 17 à Buckingham Palace lors de la visite du shah à la Reine Victoria. Au cours de ce voyage qui dure cinq mois et pendant lequel Kitabgi est reçu dans les cours européennes visitées par le shah — il est décoré de l'ordre de Léopold à Anvers et de l'ordre de François Joseph à Vienne — il fait de nombreuses connaissances dont celle du major britannique Gerald F. Talbot à Londres. C'est probablement là que les deux hommes discutent pour la première fois de la possibilité pour le major d'acquérir la concession de la régie des tabacs en Perse. Il est aussi probable que Sir Henry Drummond Wolff, ministre plénipotentiaire de Grande-Bretagne à Téhéran, et son secrétaire Sidney J.A. Churchill qui se trouvent à Londres au moment de la visite du shah sont informés du projet par Kitabgi qui veut s'assurer de leur soutien une fois les négociations engagées par lui à Téhéran. Les perspectives financières pour Kitabgi en cas de réussite sont très avantageuses.
Le shah rentre à Téhéran le 24 octobre 1889. Motivés par les déclarations d'un souverain qui a souvent manifesté en Europe le désir de moderniser son pays, les demandeurs de concessions sont nombreux. Kitabgi explique à Wolff et Churchill comment contrer les projets qui risquent de concurrencer celui de Talbot et persuade ce dernier de venir à Téhéran pour présenter lui-même sa demande au roi et à Amin al-Soltan. Peu après l'arrivée de Talbot à Téhéran, Kitabgi est sollicité par son ami Gregorovitch, premier drogman de la légation de Russie à Téhéran, pour aider deux banquiers russes, Raffalovitch et Poliakioff, à obtenir une concession de chemin de fer en Perse. Le bruit court que Kitabgi délaisse les intérêts de Talbot pour favoriser les Russes. Sir Henry prévient Kitabgi et laisse entendre que Talbot est mécontent. Kitabgi, pensant que son honnêteté est mise en doute, renvoie à Talbot les lettres par lesquelles ce dernier s'engage à lui verser les sommes convenues en cas de réussite de la concession. Talbot vient en personne rendre les lettres à Kitabgi, affirmant qu'il n'a jamais douté de lui et lui fait une confiance totale.
Amin al-Soltan et le shah hésitent à accorder sa concession à Talbot. Le premier a encore en mémoire l'échec cuisant de la régie de 1886. Il craint que de nouveaux troubles n'éclatent si un Britannique met la main sur le commerce du tabac en Perse. Après de longues et difficiles discussions, Kitabgi, avec l'appui et l'aide de Sir Henry et Sidney Churchill, convainc Amin al-Soltan que la régie ne peut apporter que des avantages au gouvernement persan. Le shah est plus long à convaincre. Kitabgi engage Talbot à faire pression sur le roi en menaçant de rentrer à Londres si l'affaire ne se conclut pas. Finalement, Nasseredin recourt à l'istikhara (consultation divinatoire) pour prendre sa décision. La consultation étant favorable, le shah accorde la concession à Talbot. Celle-ci est signée le 21 mars 1890.
Peu après, Talbot quitte Téhéran en remerciant Kitabgi en ces termes : « Je vous remercie mille fois, mon bon ami !… pour toute votre amabilité et bonne volonté pour votre tout dévoué, Gerald F. Talbot »
La suite de cette affaire, justifiant les craintes d'Amin al-Soltan, est connue,. La concession, octroyant à Talbot le monopole pour cinquante ans de la production, de la vente et des exportations de tabac persan, soulève la colère des cultivateurs et marchands de tabac. L'arrivée en Perse de dizaines de Britanniques employés à la régie provoque le mécontentement du peuple. Les protestataires font appel au clergé qui soutient leur cause et organise à partir du printemps 1891, dans tout le pays, une véritable révolte contre le pouvoir et la régie, allant jusqu'à émettre une fatwa contre l'usage du tabac, fatwa qui est suivie par la quasi-totalité des classes sociales du pays. Le 4 janvier 1892, des émeutes sanglantes font sept morts parmi les manifestants à Téhéran. Le shah abolit la régie le 26 janvier. La plupart des historiens s'accordent à dire que cette révolte, organisée et associant le peuple, le clergé, les marchands et une partie de la classe dirigeante, est le prélude aux troubles qui agiteront la Perse une douzaine d'années plus tard et aboutiront à la révolution constitutionnelle persane de 1905,.

## Démission et départ pour l'Europe
Pendant que s'organise la révolte au printemps 1891, Kitabgi est en Europe. Il a quitté Téhéran le 21 mai 1890 pour un voyage de dix-sept mois motivé par trois raisons principales :
- Tout d'abord, il installe sa famille en Suisse à Lausanne.
- Ensuite, Kitabgi passe beaucoup de temps à Londres pour régler avec Talbot tous les détails, logistiques et financiers, de la mise en place de la régie des tabacs.
- Enfin, il est mandaté par Amin al-Soltan pour régler un litige entre la Perse et l'Italie. Un certain Consonno, négociant italien qui commerçait avec la Perse, ayant pris l'habitude de frauder les douanes persanes, s'était vu confisquer ses marchandises en 1883. Consonno avait porté l'affaire devant les autorités italiennes et celles-ci avaient menacé d'une crise diplomatique avec la Perse si on ne remboursait pas deux millions et demi de francs à Consonno. La Perse, sur les conseils de Kitabgi, ayant décidé de recourir à l'arbitrage international, c'est sir William Arthur White, ambassadeur de Grande-Bretagne à Constantinople, qui est chargé de régler le différend. Kitabgi, documents en main, passe trois mois à Constantinople pour défendre la cause de la Perse. L'arbitrage est finalement rendu le 21 juin 1891 en faveur de la Perse[15],[16].

Kitabgi rentre à Téhéran le 10 octobre 1891. La régie est menacée de faillite. Sir Henry, rappelé à Londres et nommé ambassadeur à Madrid, vient de quitter Téhéran. Le chargé d'affaires britannique à Téhéran, Robert John Kennedy, demande à Kitabgi, par l'intermédiaire d'Amin al-Soltan, de prendre la direction de la régie. Jugeant sans issue la situation de celle-ci, Kitabgi refuse.
Peu après les émeutes sanglantes du 4 janvier 1892, Kitabgi est victime de l'épidémie de grippe qui déferle sur Téhéran et qui touche également le shah et de nombreux dignitaires. Soigné par le Dr Tom Francis Odling de la légation britannique, Kitabgi se rétablit juste après que le shah ait aboli la régie.
Déçu de cet échec, ayant amassé une fortune suffisante pour vivre aisément en Europe et souhaitant rejoindre sa famille en Suisse, Kitabgi demande sa démission à Amin al-Soltan. Celui-ci accepte et, le temps de terminer son exercice (qui prend fin à norouz de l'année suivante, le 21 mars 1893), Kitabgi part rejoindre sa famille à Lausanne dans le courant du printemps 1893.

## Paris et Exposition universelle

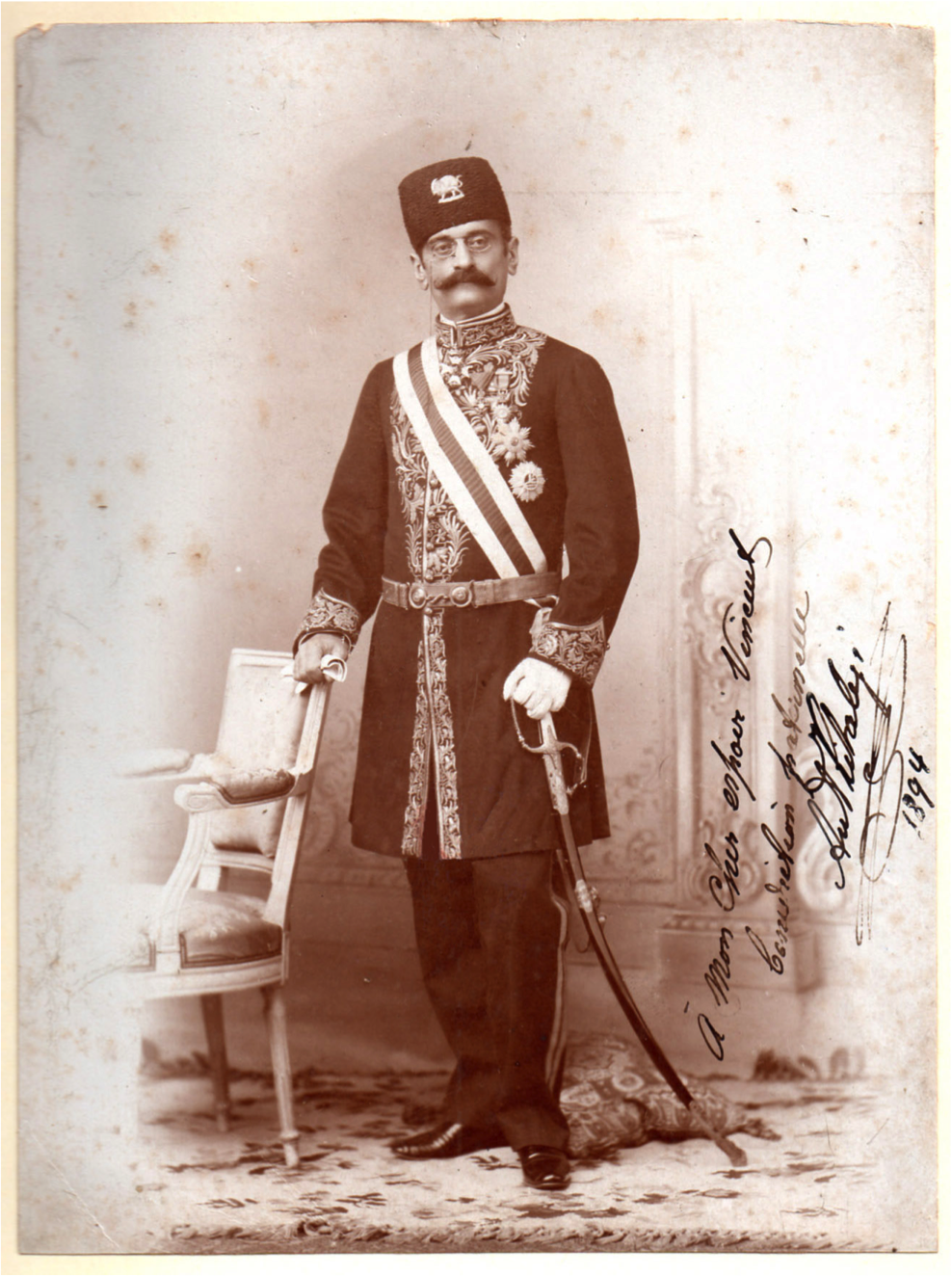
Général Antoine Kitabgi Khan en 1894. Photo dédicacée à son fils Vincent.

Après plusieurs mois passés à Lausanne, Kitabgi s'installe à Paris avec sa famille à la fin de l'année 1893. Entre-temps, il n'a cessé de demander à Amin al-Soltan sa nomination à un poste de diplomate en Europe. Il obtient le poste de Conseiller de la Légation de Bruxelles, dont le ministre est Mirza Djevad Khan, Saad ed-Dowleh. Kitabgi occupe ce poste jusqu'en 1898.

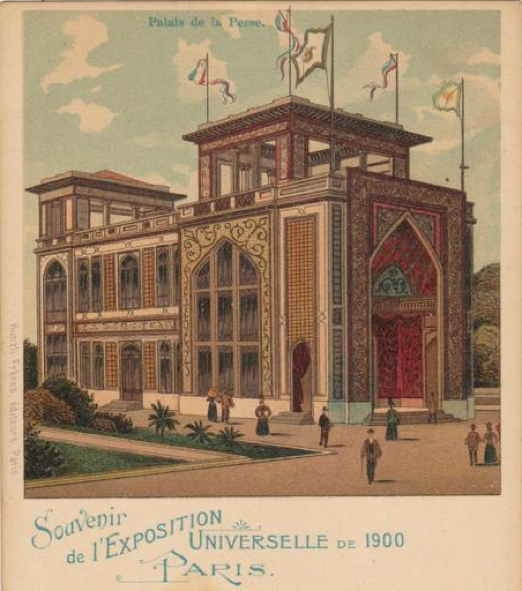
Pavillon de la Perse à l'Exposition Universelle de Paris en 1900.

En 1899, Kitabgi est nommé Commissaire général pour la Perse à l'Exposition universelle de 1900 par Mozaffaredin shah (qui a succédé à son père Nasseredin assassiné en 1896). La photographie en tête de cet article est celle qui paraît dans le guide officiel de l'Exposition. Kitabgi veut effacer la mauvaise image qu'avait laissée le pavillon persan érigé à l'occasion de l'Exposition universelle de 1889. Il fait appel à l'architecte français Philippe Mériat pour construire un pavillon inspiré de la madreseh madar-e chah (école coranique de la mère du shah) à Ispahan,. De nombreux objets et produits persans sont exposés et des spectacles orientaux sont donnés au pavillon qui connaît un grand succès chez le public et est encensé par la presse.
Kitabgi reçoit, en grande pompe, Mozaffaredin shah au pavillon persan le 30 juillet 1900. Il lit un discours en persan à son souverain. Trois jours plus tard, alors que le shah se rend à Sèvres, son landau est pris d'assaut par un terroriste qui braque un revolver sur lui. Le forcené est maîtrisé avant d'avoir pu tirer. Le shah prend du retard dans ses visites et Kitabgi est chargé d'annoncer aux organisateurs des stands concernés qu'ils ne recevront pas la visite du roi des rois.
Avant de quitter Paris, le shah en personne confère à Kitabgi le grand cordon du Lion et du Soleil.

## Concession D'Arcy
En 1898, Kitabgi entre en possession d'un rapport sur les gisements potentiels de pétrole en Perse. Ce rapport est l'œuvre de l'ingénieur civil, géologue et archéologue français Jacques de Morgan qui, lors d'une mission scientifique en 1891 dans le sud-ouest de la Perse, avait noté la présence de naphte et étudié la nature des terrains pétrolifères à Kend é-Shirin et Kasr é-Shirin. Il avait publié ses observations dans les Annales des Mines. Un de ses collègues de la mission, George Lampre, marié à une nièce d'Édouard Cotte, sachant que ce dernier avait négocié plusieurs concessions en Perse, lui remet le rapport. Cotte, connaissant l'intérêt de Kitabgi pour le pétrole, lui confie le rapport après l'avoir complété,.
En 1899 et 1900, Kitabgi, rapport à l'appui, essaye sans succès d'intéresser plusieurs capitalistes de haut niveau à l'obtention d'une concession de pétrole en Perse. La Royal Dutch Petroleum Company est approchée. Le directeur de celle-ci, Henri Deterding, conseillé par Calouste Gulbenkian (le futur monsieur 5% du pétrole), rejette l'opération, l'estimant trop risquée.
Parallèlement, Kitabgi ayant demandé à son ami Sir Henry Drummond Wolff de chercher des investisseurs en Grande-Bretagne, ce dernier, par son neveu Lord Orford, fait la connaissance de William Knox D'Arcy, un Britannique ayant fait fortune dans les mines d'or en Australie. Celui-ci se montre intéressé par le pétrole iranien et Wolff lui présente Kitabgi en février 1901. Les deux hommes signent un accord. D'Arcy fournira le capital nécessaire à l'opération tandis que Kitabgi prendra en main les négociations avec la Perse. Kitabgi aura 7% des actions de la concession plus 10% à l'émission, Cotte 3% des actions et Wolff 10% des profits.
Kitabgi part pour la Perse le 14 mars 1901 avec suffisamment d'argent pour distribuer les pots-de-vin nécessaires. Après de difficiles négociations, la concession est accordée à D'Arcy par Mozaffaredin shah le 28 mai 1901,,, et Kitabgi est nommé Commissaire impérial par le gouvernement persan pour veiller aux intérêts de la Perse. Kitabgi met à profit sa connaissance de la cour, du gouvernement et des autorités religieuses persans pour que la concession de pétrole ne connaisse pas le même sort que la concession de la régie des tabacs dix ans plus tôt. Il obtient avant son retour en Europe que D'Arcy embauche ses trois fils aînés : Paul à Téhéran comme agent de liaison avec le gouvernement persan, Vincent à Londres comme agent de liaison avec D'Arcy, et Édouard en Perse, à Kasr é-Shirin, comme assistant de l'ingénieur George Bernard Reynolds chargé par D'Arcy de la prospection pétrolière,.

## Retour en Europe et décès

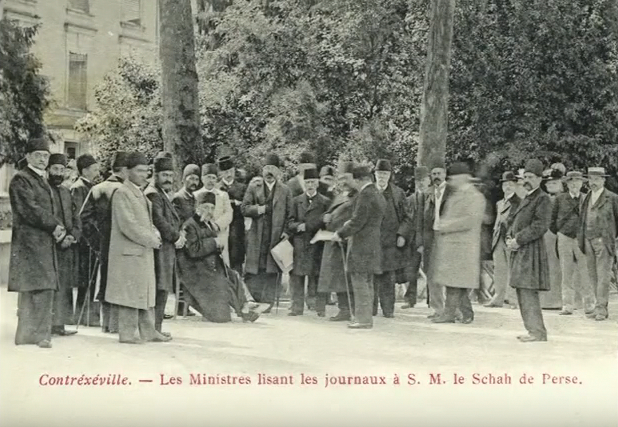
Mozaffaredin shah (assis) et sa suite à Contrexéville en 1902. Antoine Kitabgi Khan est le premier personnage à gauche sur la photo.

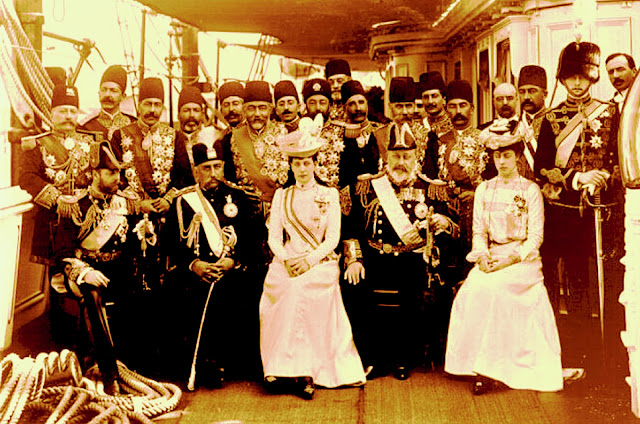
Mozaffaredin shah et sa suite reçus en 1902 à Portsmouth à bord du yacht HMY Victoria and Albert II par le roi Édouard VII. Assis de gauche à droite : le prince de Galles, Mozaffaredin shah, la reine Alexandra, le roi Édouard VII et la princesse Victoria du Royaume Uni. Debout entre le shah et la reine : Amin al-Soltan. Au milieu et au fond, sa tête dépassant les autres : Antoine Kitabgi Khan.

De retour en Europe, Kitabgi continue à organiser les opérations de la concession. En août 1902, il rejoint la suite de Mozaffaredin shah qui effectue son deuxième voyage en Europe. Une photographie le montre au milieu de la suite du shah qui pose sur le yacht HMY Victoria and Albert II (en) aux côtés du roi Édouard VII, de la reine Alexandra, du prince de Galles (futur roi George V) et de la princesse Victoria, sœur de George.
Vers la fin de l'année, la santé de Kitabgi se détériore et au cours d'un séjour en Italie, souffrant d'insuffisance respiratoire, il meurt à Livourne le 20 décembre 1902, juste avant ses soixante ans et sans avoir vu jaillir le pétrole en Iran. Ses obsèques sont célébrées à Livourne et il sera plus tard inhumé au cimetière du Montparnasse à Paris. D'Arcy écrit à Vincent Kitabgi : « I have lost a kind and sincere friend and a valuable and able colleague,. » (« J'ai perdu un bon et sincère ami ainsi qu'un collaborateur précieux et capable. »)

## Devenir de la concession
Le pétrole tant attendu par les concessionnaires ne jaillira que le 26 mai 1908 d'un puits près de Shuster.
Entre-temps les intérêts de la famille Kitabgi sont pris en charge par Vincent qui est nommé Commissaire impérial à la place de son père. Quant à D'Arcy, il ne peut plus supporter à lui seul les coûts de prospection. En accord avec les concessionnaires, il incorpore les actions de la société d'exploitation de la concession à la Burmah Oil Company. Lorsqu'enfin le pétrole jaillit avec des perspectives de production abondante, la société devient l'Anglo Persian Oil Company, puis l'Anglo Iranian Oil Company, et enfin la British Petroleum,.

## Relations entre Kitabgi et les Amin al-Soltan
Lorsque Kitabgi prend ses fonctions de directeur général des douanes, son chef est Agha Mohammed Ibrahim, Amin al-Soltan, avec lequel il entretient de bonnes relations, le considérant un peu comme un père. À la mort d'Ibrahim en 1883, c'est son deuxième fils, Mirza Ali Asghar Khan, Emin ul-Mulk, qui prend son titre et ses fonctions. Ce jeune homme de 25 ans connaît une carrière fulgurante : il est nommé grand-vizir en 1891 par Nasseredin shah et reçoit de Mozaffaredin shah en 1900 le titre, rarement attribué, d'Atabek e-Azam. Il est alors l'homme le plus puissant de Perse après le shah.
Quand le jeune Amin al-Soltan prend ses fonctions, les relations entre Kitabgi et son nouveau chef sont tendues. Kitabgi supporte mal d'être sous les ordres d'un jeune homme de quinze ans son cadet. Mais au fil de leur collaboration, les deux hommes apprennent à s'apprécier, Kitabgi reconnaissant l'intelligence d'Amin al-Soltan et ce dernier les compétences de Kitabgi. Sir Henry Drummond Wolff écrit dans ses mémoires : « The Amin-es-Sultan relied very much on a coadjutor of his — Kitabgi Khan — who was also of Georgian origin. He was a Roman Catholic, and married to an Armenian lady. The European element of the Persian Government was really represented by Kitabgi Khan, for he was well versed in Western matters — being able to draw up a concession and initiate commercial movements. He was the head of the Custom House. » (« L'Amin-es-Sultan se reposait considérablement sur un de ses coadjuteurs—Kitabgi Khan—qui était aussi d'origine Géorgienne. C'était un catholique romain, marié à une Arménienne. L'élément européen du Gouvernement persan était en vérité représenté par Kitabgi Khan, car il était bien au fait des procédures européennes—étant capable de rédiger une concession et d'initier des mouvements commerciaux. Il était directeur des douanes. »)

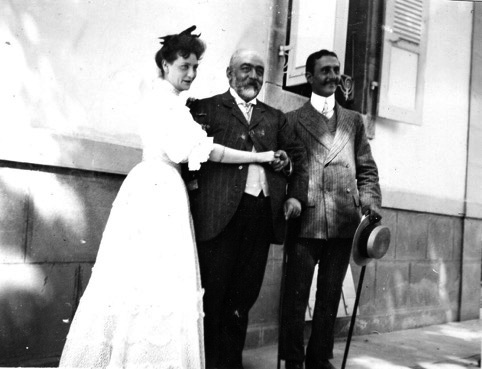
Amin al-Soltan aux fiançailles d'Edouard Kitabgi et de Marie-Thérèse Bauche en 1905 à Paris.

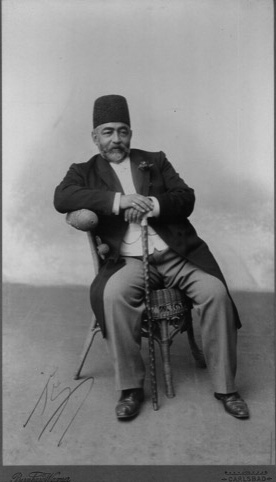
Amin al-Soltan à Carlsbad lors de son tour du monde. Photo signée et donnée à la famille Kitabgi.

Les deux hommes resteront amis jusqu'à la mort de Kitabgi et cette amitié sera entretenue par les fils de Kitabgi jusqu'à l'assassinat d'Amin al-Soltan en 1907. Ainsi, durant le voyage autour du monde qu'entreprend ce dernier lorsqu'il démissionne de son poste en septembre 1903, il est reçu par les Kitabgi à plusieurs reprises en France et en Suisse comme en témoignent de nombreuses photographies conservées par la famille Kitabgi.

## Journaux et correspondance de Kitabgi
Les ouvrages centrés sur Kitabgi Khan écrits avant 2000 concernent surtout la concession D'Arcy et le rôle clé joué par Kitabgi dans cette affaire et s'appuient principalement sur les archives du Foreign Office et de la British Petroleum,.
Une source considérable d'informations se trouve dans les journaux et la correspondance de Kitabgi écrits entre 1878 et son décès, documents qui ont été conservés. On y trouve un compte rendu détaillé de son exercice de directeur des douanes persanes, des réformes apportées au système douanier et des tentatives de réformes de la monnaie et du commerce du tabac, ainsi que de la genèse des concessions de banque, de régie des tabacs et de pétrole.
En 2010, ces sources sont mises à la disposition de la communauté scientifique. Une partie d'entre elles fait l'objet d'une analyse approfondie qui sert à la publication de plusieurs documents. Il s'agit d'un article publié dans une revue spécialisée à comité de lecture centré sur le rôle joué par Kitabgi dans la genèse de la régie persane des tabacs de 1886 et de la concession Talbot de régie des tabacs de 1890, d'une thèse pour l'obtention d'un PhD de l'université d'Oxford et d'un ouvrage exposant en détail comment Kitabgi obtint pour D'Arcy sa concession de pétrole de 1901, et d'un article dans Encyclopedia Iranica qui reprend ces informations. Ils apportent un éclairage entièrement nouveau sur ces affaires et corrigent de nombreux détails erronés sur Kitabgi dans la littérature.